# Lavinia Miloșovici
Lavinia Corina Miloșovici (szerbül: Лавинија Милошевић / Lavinia Milošević) (Lugos, 1976. október 21. –) többszörös olimpiai, világ- és Európa-bajnok román tornász. Nevét viselte egy gerendagyakorlat a Nemzetközi Torna Szövetség pontozási rendszerében.
A kínai Lu Livel együtt az utolsó tornász, aki tökéletesen végrehajtott gyakorlatára megkapta a maximális tízes pontszámot. 
A Nemzetközi Torna Szövetség 1991-ben felvette a Világszínvonalú tornászok listájára.

## Életpályája
Lavinia Miloșovici 1972. május 9-én született Lugoson. Szülei is sportolók voltak: édesapja Tănase Miloșovici, a román válogatott birkózója, édesanyja, Ildiko pedig röplabdázott.
1983-ban kezdett tornászni a dévai tornaklubban. Edzője Octavian Bellu volt.
A román válogatott tagjaként 1986–1996 között összesen 29 érmet szerzett, ebből 13 arany.
Első nemzetközi megmérettetésén az 1991-ben megrendezett Junior Európa-bajnokságon egy arany és egy bronzérmet nyert.
Az 1992. évi nyári olimpiai játékokon Barcelonában két aranyérmet is szerzett ugrásban és talajon. Ez utóbbi gyakorlatára kapta meg a maximális 10 pontszámot.
Larisza Latinyina és Věra Čáslavská után neki sikerült harmadikként karrierje során mind a négy női számban vagy olimpiai vagy világbajnoki címet szerezni.

### Visszavonulása után
1996-os visszavonulása óta edzőként tevékenykedik.
1999-ben Temesváron kötött házasságot Cosmin Vinatuval.

## Díjak, kitüntetések
A Nemzetközi Torna Szövetség 1991-ben felvette a Világszínvonalú tornászok listájára.
1992-ben, 1993-ban és 1995-ben rendre az Év sportolójává választották Romániában.
1992-ben Lugos és Déva városa is díszpolgárává avatta.
2000-ben Érdemi Nemzeti Érdemrend lovagi fokozatával, 2008-ban pedig Kiváló sportoló címmel tüntették ki.
2012-ben került be az International Gymnastics Hall of Fame-be.
Nevét viseli szülővárosának sportcsarnoka.